# بينجامين غالفان غوميز
بينجامين غالفان غوميز هو سياسي مكسيكي، ولد في 10 يونيو 1972 في نويفو لاريدو في المكسيك، وتوفي في 28 فبراير 2014 في ولاية تاماوليباس في المكسيك. نشط حزبياً في الحزب الثوري المؤسساتي.